# Namibia Premier League
Die Namibia Premier League (NPL) war von 1990 bis 2020 die höchste Spielklasse im Fußball in Namibia. Es handelte sich bei der NPL um eine Halbprofiliga. Von 1985 bis 1990 war sie als Namibia National Soccer League bekannt. Sie wurde 2021 durch die von der Namibia Football Association direkt gegründete Namibia Premier Football League (NFPL) ersetzt.
Die Namibia Premier League bezeichnet zudem die Non-Profit-Organisation, die die Liga organisierte und am 11. August 2021 als zweiter Fußball-Dachverband Namibias registriert wurde.

## Geschichte
Eine gemeinsame Liga von Weißen und Schwarzen gab es aufgrund der Apartheid erst seit 1977. Davor fanden parallele Ligen statt, wobei der Meister der Weißen Liga sich für die südafrikanische Premier Soccer League qualifizierte.
1992 wurde die NPL Mitglied der Namibia Football Association (NFA). Am 1. Anfang Oktober 2019 wurde die NPL als Organisation, nach einer Entscheidung der NFA und FIFA, suspendiert, da sie weiterhin Anweisungen der NFA und FIFA ignorierte.
Die NPL wurde am 18. Juli 2020 endgültig als Mitglied der NFA ausgeschlossen. Wenig später gründete sie sich als Non-Profit-Organisation und beantragte die Anerkennung bei der Namibische Sport-Kommission (NSC) um zweiter offizieller Vertreter des Fußballsports in Namibia zu werden. Eine Mitgliedschaft beim World Leagues Forum werde angestrebt. Die offizielle Anerkennung durch die Sportkommission wurde Ende 2020 abgelehnt und auch der Internationale Sportgerichtshof (CAS) lehnte eine Klage der NPL hiergegen ab. Am 29. Juli 2021 entschied ein namibisches Berufungsgericht, dass die NPL als zweiter Fußballdachverband im Land binnen 14 Tagen durch die NSC anerkannt werden muss.

### Namenshistorie
Die Namibia Premier League wurde seit ihrer Gründung 1990 bis zur Saison 2007/2008 vom sogenannten The Football Consortium, bestehend aus den namibischen Unternehmen First National Bank of Namibia (FNB), Mobile Telecommunications (MTC) und Namibia Breweries Limited (NBL) gesponsert. Unter ihrem Sponsoring hatte die Namibia Premier League verschiedene Namen, u. a. auch Tafel Lager Premier League, benannt nach dem beliebten namibischen Bier.
Seit der Saison 2008/2009 ist Mobile Telecommunications (MTC) alleiniger Sponsor und hat damit die Namensrechte erworben. Seitdem heißt die Liga offiziell „MTC Namibia Premier League“ und in seiner Kurzform „MTC Premiership“. 2016/17 verließ MTC als Hauptsponsor die NPL, kehrte aber zur Saison 2017/18 zurück und stellt sein Engagement nun endgültig nach der Saison 2019/20 ein.

## Ligamodus
Es traten bis 2009 und seit 2014/15 16 Mannschaften in der Premier League an. Dazwischen waren nur 12 Mannschaften in Namibias höchster Spielklasse vertreten. Eine zwischenzeitliche Aufstockung auf 14 Mannschaften wurde im Juni 2011 abgelehnt.
Es gilt die in der FIFA übliche Drei-Punkte-Regel.
Die Mannschaft, die am Ende der Rückrunde den ersten Platz belegt, ist namibischer Fußballmeister. Die beiden letzten steigen in die First Division ab.

### Geänderter Modus ab 2013/2014
Erstmals fand in der Saison 2013/2014 ein Relegationsspiel zwischen dem elftplatzierten der Namibia Premier League und einem – nach dem Losverfahren ausgewählten – zweitplatzierten Team der drei Regionalligen der Namibia First Division statt. Ab der Saison 2014/2015 spielten zudem, wie schon bis 2009, 16 Mannschaften in der Namibia Premier League. Dies waren
- die 10 besten Mannschaften der Namibia Premier League Saison 2013/2014,
- die Elftplatzierte Mannschaft der Namibia Premier League Saison 2013/2014, sofern diese ihr Relegationsspiel gewinnt, ansonsten der Sieger des Relegationsspiels
- die drei Regionalmeister der Namibia First Division aus der Saison 2013/2014
- eine Mannschaft die den zweiten Tabellenplatz in einer der drei Regionalmeisterschaften der Namibia First Division in der Saison 2013/2014 sowie das Relegationsspiel gewonnen hat.[9]

## Alle Vereine und Heimatorte in der NPL
Im Laufe der gut 30-jährigen Geschichte der Namibia Premier League spielten 43 Vereine aus 18 Ortschaften erstklassig.
| Windhoek African Stars Black Africa Challengers FC Citizens Civics Hotflames Hotspurs Nampol Orlando Pirates Ramblers Rebels SK Windhoek Sorento Bucs Tigers Tura Magic Young Ones |

| Okahandja Liverpool United |

| Otjiwarongo Life Fighters Mighty Gunners |

| Walvis Bay Blue Waters Eleven Arrows Namib Woestyn |

| Tsumeb Benfica Chief Santos |

| Khorixas Robber Chanties |

| Outjo Golden Bees |

| Oshakati Oshakati City Young Chiefs |

| Keetmanshoop Desert Rollers Fedics United |

| Grootfontein Chelsea |

| Rundu Julinho Rundu Chiefs United Stars |

| Otavi Touch & Go |

| Mariental Bee Bob Brothers |

| Gobabis My Dae Chiefs |

| Rehoboth Deportivo Alavés Flamingoes |

| Ondangwa KK Palace |

| Swakopmund Blue Boys |

| Karasburg Young Brazilians |